# Jósef Kamiński (colonel)
Pour les articles homonymes, voir Kamiński.
 (août 2024).
Jósef Kamiński (en russe : Иосиф Игнатьевич Каминский ; en polonais : Józef Kamiński), né le 2 février 1896 à Gouvernement de Vilna et mort le 16 janvier 1968, est un Colonel soviétique et polonais.

## Biographie

### Avant larévolution d'Octobre
Fils d'Ignacy Kamiński, un paysan de la région de Vilnius. Le nom de sa mère est inconnu. Son père, Ignacy Kamiński, est décédé en 1909. Après la mort de sonpère, Józef a dû travailler comme palefrenier, puis au début de la Première Guerre mondiale, comme terrassier et menuisier. En 1915, il a été incorporé au 25e Régiment d'Infanterie de Réserve de la 60e Division d'Infanterie. En 1917, il a été transféré au 238e Régiment d'Infanterie de Betłużsk, appartenant à la même division.
Après la chute de l'armée tsariste, il a quitté le régiment et est rentré chez lui.

### Guerre civile russe
En 1919, avec le grade de sous-officier, il a rejoint le Bataillon Volontaire Lituanien Indépendant de l'Armée Rouge. La même année, il a été promu commandant de peloton.
En 1923, Józef Kamiński a épousé Nadejda Boriczewska, une institutrice de village. Malgré l'essor de la propagande athée en Russie soviétique, Nadejda et Józef se sont mariés selon le rite orthodoxe.

### Avant laSeconde Guerre mondiale
En 1930, il a été envoyé pour suivre des études au Cours Supérieur des Officiers 'Vystrel'. En 1931, il a rejoint le VKP(b) et a été transféré au Turkestan, où il a combattu les bandes d'Ibrahim Bek. Par la suite, il a travaillé dans le département des ressources humaines du District Militaire d'Asie Centrale. En 1938, il a été démis de l'Armée Rouge en raison de la présence de parents à l'étranger. Cependant, il a fait appel de cette décision et, en 1939, il a été réintégré dans l'Armée Rouge et envoyé comme instructeur de tactique aux Cours de Perfectionnement du Commandement. Après la réorganisation de ces cours, il a occupé le poste de chef adjoint de l'École d'Infanterie de Makhatchkala.
En 1940, il a été promu au grade de colonel. La même année, à Makhatchkala, Józef et Nadejda ont accueilli la naissance de leur fils, Félix.

### Seconde Guerre mondiale

#### Armée rouge
Après le déclenchement de la Seconde Guerre mondiale, Józef a assumé le poste de chef d'état-major et commandant adjoint de la 41e division de fusiliers. En novembre 1941, il a été grièvement blessé.
 Après sa convalescence, il a été nommé commandant de la 247e unité chargée de couvrir la crête du Caucase. Lors de la défense du Caucase, il a subi une blessure légère. 

Pendant cette période, la famille de Józef Kamiński a été évacuée vers la ville de Manglissi en Géorgie.

#### Armée populaire de Pologne
En 1944, il a été envoyé dans la ville de Riazan pour travailler à l'École Supérieure des Officiers de l'Armée Polonaise. Sous le commandement du commandant Martanus, il a travaillé comme adjoint au commandant des unités de combat. Il a ensuite participé à la libération de Varsovie. À Varsovie, il a continué à travailler à l'École Supérieure des Officiers à Rembertów, où il s'est installé avec sa famille.

### Après la Seconde Guerre mondiale
Après la dissolution de l'École Supérieure des Officiers à Rembertów, Józef a été transféré au Corps de Sécurité Intérieure et nommé commandant de l'École des Officiers du Corps de Sécurité Intérieure. En 1948, il a occupé le poste de directeur adjoint du Département de la Formation au Ministère de la Sécurité Publique, où il a travaillé jusqu'au 31 mai de cette année. Le 1er juin 1948, il a été transféré en Union Soviétique et placé à la disposition de la Direction Principale du Personnel du Ministère de la Défense de l'URSS.
Après sa démobilisation, Józef s'est installé dans l'oblast de Moscou, puis à Moscou même. Il vivait avec sa famille rue Studencheskaya. Dans le même quartier vivait l'ancien commandant du Corps de Sécurité Intérieure, Bolesław Kieniewicz, avec qui Józef Kamiński a entretenu une amitié étroite après la guerre.
Józef Kamiński est décédé le 16 janvier 1968 à l'Hôpital Clinique Militaire no 1586 à Khlebnikovo. Il a été enterré à Moscou, au cimetière de Vostryakovskoye.

## Distinctions
:
- Ordre Polonia Restituta Croix d'officier (24 mai 1946)[5]
- Croix du Mérite (16 juillet 1946)[6]

 :
- Ordre de Lénine[7]
- Ordre du Drapeau rouge[8]
- Ordre de la Guerre patriotique 1re classe[9]
- Médaille pour la défense du Caucase[10]
- Médaille pour la victoire sur l'Allemagne dans la Grande Guerre patriotique de 1941-1945[11]
- Médaille pour la Libération de Varsovie[12]

## Famille
Il était marié à Nadejda Mikhaïlovna Boriczewska (décédée). Leur unique fils est Félix.
La mère de Józef Kamiński et ses deux frères (leurs prénoms sont inconnus) ont été fusillés par les nazis en tant que partisans dans la forêt de Władycki près de la ville d'Ilia, dans l'oblast de Minsk, pendant la Seconde Guerre mondiale.
Les sœurs de Józef Kamiński sont Katarzyna et Tekla (décédée). Son frère aîné, Matveï, a émigré aux États-Unis en 1913. Il est décédé le 19 août 1980 à Cleveland.